# Bâlvănești
Bâlvănești – wieś w Rumunii, w okręgu Mehedinți, w gminie Bâlvănești. W 2011 roku liczyła 310 mieszkańców.